# 트리니티 (음악 그룹)
트리니티(TRINITY)는 대한민국의 음악 그룹이다. 2020년 싱글 앨범 《Remember》로 데뷔했다.

## 방송
- 라스트 싱어 (2020)

## 음반
- Remember (2020)

## 공연
- 찾아가는 평화콘서트 in 알펜시아 - 평창 (2019)
- 설수진의 아름답게 콘서트 (2018)